# Pijlstaartrognevel

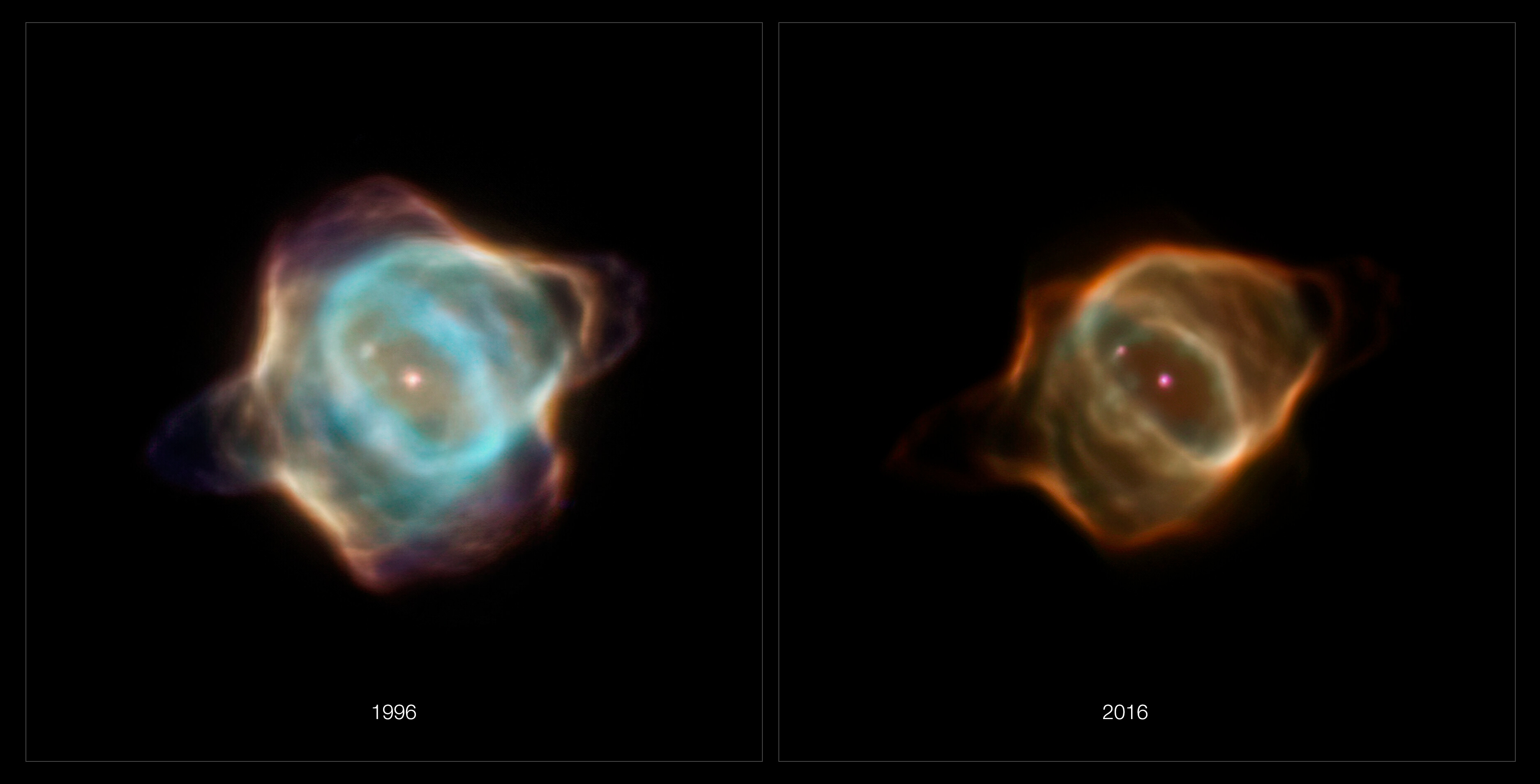
De nevel in 1996 (links) en in 2016

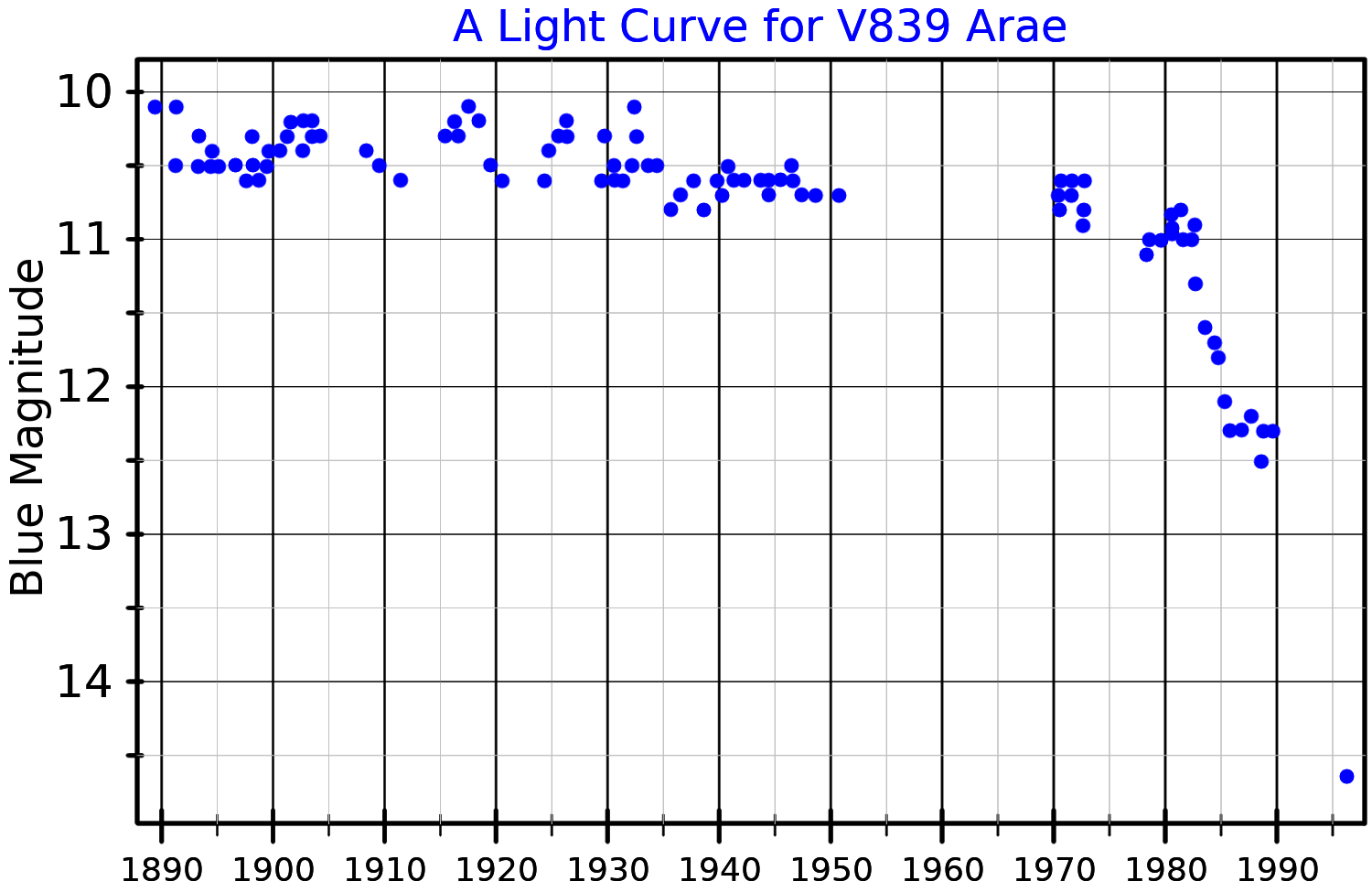
Lichtkromme van V839 Ara, de centrale ster van de Pijlstaartrognevel

De pijlstaartrognevel (Hen 3-1357) is een planetaire nevel. Het is op dit moment de jongste bekende nevel. De nevel ligt het zuidelijke sterrenbeeld Altaar op een afstand van 18000 lichtjaar van de Aarde. De diameter van de nevel bedraagt 130 keer de omvang van het zonnestelsel, maar slechts 1/10e van de diameter van de meeste andere planetaire nevels. In 1971 was het object nog een protoplanetaire nevel.